# Фредрик Бакман
Фредрик Бакман (на шведски: Fredrik Backman) е шведски журналист, блогър и писател, автор на бестселъри в жанровете съвременен роман и сатира.

## Биография и творчество
Карл Фредрик Бакман е роден на 2 юни 1981 г. в Стокхолм, Швеция. Израства в Хелсингбори. Започва да учи история на религията, но прекъсва и работи като келнер в ресторант и шофьор на мотокар в склад.
През 2006 г. вестник „Хелсингбори Дагблад“ променя концепцията си в таблоид той кандидатства в него и е нает като колумнист. През 2007 г. е нает от новинарския сайт „Муур магазин“, а година по-късно преминава на свободна практика. В периода 2010 – 2015 г. пише за модното мъжко списание „Кафе“. През 2012 г. започва да пише и за вестник „Метро“.
През 2012 г. е издаден първият му роман „Човек на име Уве“. Той бързо става бестселър, като само в родината му са продадени над 400 000 екземпляра. През 2015 г. романът е екранизиран в едноименния филм с участието на Зозан Акгюн и Тобиас Алмборг.
През 2013 г. е публикуван и другият му успешен роман „Баба праща поздрави и се извинява“.
Произведенията на писателя са преведени на над 25 езика по света. През 2013 г. е избран за най-успешния автор на Швеция.
През 2009 г. се жени за Неда Шафти и има 2 деца. Фредрик Бакман живее със семейството си в Солна, предградие на Стокхолм.

## Произведения

### Самостоятелни романи
- En man som heter Ove (2012)
Човек на име Уве, изд.: „Сиела“, София (2014), прев. Цветана Гечева
- Min mormor hälsar och säger förlåt (2013)
Баба праща поздрави и се извинява, изд.: „Сиела“, София (2015), прев. Любомир Гиздов
- Britt-Marie var här (2014)
Брит-Мари беше тук, изд.: „Сиела“, София (2016), прев. Любомир Гиздов
- Björnstad (2016)
Бьорнстад, изд.: „Сиела“, София (2017), прев. Любомир Гиздов
- Vi mot er (2017)
Ние срещу всички, изд.: „Сиела“, София (2018), прев. Любомир Гиздов
- Folk med ångest (2019)
Тревожни хора изд.: „Сиела“, София (2019), прев. Любомир Гиздов
- Vinnarna (2021)
Победителите, изд.: „Сиела“, София (2022), прев. Любомир Гиздов

### Разкази
- Och varje morgon blir vägen hem längre och längre (2017)
Всяка сутрин пътят към дома става все по-дълъг, изд.: „Сиела“, София (2017), прев. Любомир Гиздов
- Ditt livs affär (2017)
Сделката на живота ти, изд.: „Сиела“, София (2017), прев. Любомир Гиздов

### Документалистика
- Saker min son behöver veta om världen (2012)
Нещата, които синът ми трябва да знае за света, изд.: „Сиела“, София (2020), прев. Любомир Гиздов

### Екранизации
- 2015 En man som heter Ove
- 2019 Britt – Marie var här
- 2020 Björnstad